# Dilwale
Dilwale è un film del 2015 diretto da Rohit Shetty.

## Trama
I fratelli Raj e Veer Bakshi gestiscono un'officina auto insieme ai colleghi più anziani Shakti e Anwar e al giovane Siddhu, fratello di Shakti. Raj è risoluto, protettivo e riservato, Veer è impacciato, impulsivo e puerile. Orfani e con una notevole differenza di età, i due fratelli hanno un legame molto forte, simile a quello tra un padre e un figlio.
Un giorno Veer, mentre prova l'auto di un cliente che ha appena truccato, si imbatte in Ishita, una ragazza che cerca un passaggio per una questione urgente. Innamoratosi di lei a prima vista, per aiutarla Veer si lancia in una corsa spericolata durante la quale danneggia la lussuosa auto, e Raj lo costringe a stare sveglio tutta la notte per ripararla, ma lui si addormenta e l'auto viene rapinata dell'autoradio (Maanma emotion jagge). 
Veer e Ishita iniziano a uscire insieme a Siddhu e alla sua ragazza Jenny. Durante una serata in un locale si imbattono negli scagnozzi di un malavitoso che si fa chiamare King, intenti a piazzare della droga da vendere. Indignati, i ragazzi intervengono e Veer esce dalla rissa piuttosto malconcio. Questo provoca la furia di Raj che, a volto coperto e particolarmente a proprio agio con questo tipo di situazioni, si introduce nel covo di King, castiga duramente i suoi uomini e dà fuoco a una grossa quantità di droga, presentandosi a loro come Kaali.
King sospetta che Kaali sia proprio il fratello del ragazzo malmenato dai suoi scagnozzi la sera prima e lo affronta nell'officina, ma l'atteggiamento innocente e affabile di Raj lo distoglie dal suo sospetto.
In un lungo flashback di 15 anni prima viene rivelato che il padre di Raj e Veer era un boss della criminalità organizzata in Bulgaria, che Raj, col nome di Kaali, era il suo leale vice e che è in realtà stato adottato, tutte cose di cui Veer, all'epoca bambino, è completamente all'oscuro, essendo stato tenuto lontano dal resto della famiglia per la sua sicurezza. 
Sempre nel flashback di 15 anni prima Kaali durante un inseguimento in auto investe e ferisce lievemente la bella Meera, di cui si innamora e alla quale non fa alcun mistero della propria identità e "occupazione". I due iniziano a frequentarsi, ma quando durante un assalto a un portavalori Kaali ha la peggio contro la banda rivale dei Malik e resta incastrato nell'auto capovolta, a scendere dall'altra auto per finirlo è proprio Meera. 
Lei gli rivela di essere la figlia del boss criminale Malik e di averlo avvicinato e sedotto solo per carpire informazioni sui colpi della banda rivale; decide comunque di risparmiargli la vita.
Appena guarito Kaali, umiliato e furioso, dà la caccia a Meera in auto, ma finisce per salvarle la vita quando lei sta per cadere da una scogliera. Le dichiara di averla sinceramente amata, ma di essere intenzionato ad ucciderla se dovesse incontrarla ancora. 
Meera si pente di ciò che ha fatto e si rende conto di ricambiare il sentimento di Kaali. Nonostante la minaccia ricevuta si reca a casa sua per scusarsi e proporgli di ricominciare: lui inizialmente la respinge, ma poi accetta di tornare a fidarsi di lei e tra i due sboccia l'amore (Gerua).
La storia ritorna al presente: Veer scopre che a rapinare ripetutamente l'officina di accessori di lusso e costosi ricambi importati è proprio l'amico Siddhu, che li rivende per sostenere il dispendioso stile di vita desiderato dalla sua fidanzata Jenny. Veer accetta di non rivelare nulla a Raj e Shakti in cambio dell'aiuto di Siddhu nel conquistare Ishita, con la quale riesce finalmente a fidanzarsi. 
Veer ottiene la benedizione di Raj per sposare Ishita, ma quando i due si recano a casa di lei per conoscerne la sorella maggiore e unica tutrice, questa si rivela essere Meera. Calano il gelo e la tensione, e Raj e Meera vietano ai rispettivi fratelli minori di continuare a frequentarsi senza dare loro alcuna spiegazione.
La storia ritorna a 15 anni prima: viene rivelato che Raj/Kaali e Meera volevano sposarsi, e avevano chiesto ai rispettivi padri di dare la loro benedizione superando la loro rivalità criminale. Mentre però il padre di Kaali li aveva sinceramente appoggiati, il padre di Meera aveva approfittato dell'incontro per attaccare i rivali, ordinando allo scagnozzo Raghav di far credere a Meera che fossero stati invece i Bakshi a tradirli. Nella lotta che ne era seguita, i due boss si erano sparati a morte a vicenda, ma Meera era rimasta convinta che fosse stato Kaali ad uccidere suo padre e gli aveva sparato al petto, lasciandolo vivo per miracolo e non concedendogli mai la possibilità di spiegarle la verità. Entrambi avevano quindi deciso di cambiare vita per il bene di Veer e Ishita rispettivamente, cui tengono più di ogni cosa al mondo, finendo per aprire attività commerciali oneste nella stessa città costiera dell'India. I due non si erano mai più incontrati fino a quel giorno.
Si ritorna al presente. Veer, Ishita e Siddhu cercano di carpire da Shakti e Anwar (che altri non sono se non gli ex scagnozzi di Bakshi padre) informazioni sul passato di Raj e Meera alla ricerca di spiegazioni sulla loro serrata ostilità che sta impedendo a Veer e Ishita di stare insieme. Determinati a mantenere i giovani inconsapevoli e protetti dal losco passato dei rispettivi fratelli, ma presi dal panico, i due uomini improvvisano una storia assurda e ridicola, dalla quale però i ragazzi evincono correttamente l'elemento più importante: Raj e Meera un tempo si amavano. Notando che nessuno dei due si è mai risposato o ha mai avuto altre storie, progettano di farli riavvicinare affinché l'amore trionfi per tutti. 
Ishita, empatica e assertiva, parla a cuore aperto a Raj dicendosi convinta che sua sorella pensi ancora a lui: egli ne è evidentemente toccato, ma resta chiuso in se stesso.
I ragazzi mettono in atto un piano per farli nuovamente incontrare: Veer manomette l'auto di Meera in modo che vada in panne sulla strada dove Raj passa tutti i giorni alla stessa ora, facendo in modo che lei chieda aiuto e che sia proprio Raj a soccorrerla per riparare l'auto. In questo frangente i due non si rivolgono la parola e ostentano reciproca freddezza, ma segretamente risentono l'antico amore (Janam janam).
Nel frattempo Mani, un ambiguo sfaccendato che gravita intorno all'officina, ruba l'auto preferita di King per rivenderla a Oscar, fratello di Jenny. Veer la modifica completamente per renderla irriconoscibile, ma quando trova nel bagagliaio una valigia piena di droga, decide di bruciarla insieme a Mani per evitare che faccia del male a qualcuno.
L'imminente matrimonio tra Siddhu e Jenny rende Veer e Ishita sempre più determinati a lottare per il loro amore. Ishita, fallito l'ennesimo tentativo di dissuadere Meera dal costringerla a perpetuare un antico rancore di cui non conosce il senso, promette alla sorella che se non può avere Veer non sposerà mai nessun altro: a questo punto Meera cede per risparmiarle la propria identica infelicità e accetta di incontrare Veer. Determinata però a tenere lontano Raj ad ogni costo, dichiara che acconsentirà al matrimonio a condizione che Veer abbandoni suo fratello e la coppia si stabilisca da lei, e quando Veer rifiuta gli rivela che Raj non è suo fratello naturale.
Raj, colpito dall'amore dalla lealtà di Veer nei suoi confronti, ammette che quella è la verità, ma ciò non fa che rinsaldare il loro legame, anche se tutti si ritrovano infelici (Daayre). 
Raj, furioso con Meera per aver ferito i sentimenti di Veer, la affronta. La tensione tra i due è particolare, ma Meera rifiuta di credere a Raj quando questi le giura su Veer di non aver ucciso suo padre. Raj le mette in mano una pistola, se la punta al petto e la sfida a finirlo, ma lei non lo fa.
Forse interpellato da Meera stessa, l'affezionato Raghav le rivela che ad attaccare durante l'incontro di 15 anni prima non furono i Bakshi ma Malik, che non fu Kaali ad ucciderlo e di aver continuato a mentirle in seguito per volerla proteggere da questo dolore riguardo all'integrità di suo padre. 
Meera va quindi a casa di Raj e annuncia di acconsentire alle nozze, per la gioia di Veer e Ishita. Rimasti soli, Meera e Raj finalmente capitolano e si liberano del malinteso che li aveva allontanati, ma il riavvicinamento che si concedono è cauto e tutt'altro che semplice. 
Durante il matrimonio di Siddhu e Jenny si presenta King, furioso per il furto della propria auto ora in possesso del fratello della sposa, e soprattutto per l'eliminazione di un carico di droga di enorme valore. Veer viene malmenato dai suoi scagnozzi e Raj interviene, rivelandosi a King come Kaali. Quando il boss estrae la pistola, Meera protegge Raj ricevendo il proiettile nello stesso punto in cui lei stessa aveva sparato a lui 15 anni prima. 
Meera sopravvive. Lei e Raj ritornano insieme, ma decidono di continuare a non rivelare del loro passato malavitoso a Veer e Ishita, per guardare solo al presente e ricominciare.

## Riconoscimenti
- Mirchi Music Awards 2016:
  - Song of The Year a Gerua
  - Music Composer of The Year a Pritam